# Topaz (Marvel Comics)
Topaz es una hechicera ficticia que aparece en los cómics estadounidenses publicados por Marvel Comics. Es un personaje ficticio  creado por el escritor Marv Wolfman y el artista Mike Ploog, y apareció por primera vez en el cómic Wolf-Man by Night vol. 1 # 13 (1974).Topaz es una bruja que pertenece a un aquelarre compuesto por Jennifer Kale y Satana Hellstrom.

## Historial de publicaciones
Topaz debutó en Werewolf By Night vol. 1 # 13 (1974), y fue creado por Marv Wolfman y Mike Ploog. De 1974 a 1978, el personaje apareció como personaje secundario e interés amoroso de Jack Russell en los siguientes números de la serie Werewolf By Night vol. 1 # 14-17, # 27-43. También estuvieron presentes en Giant-Size Werewolf By Night # 3 y Tomb of Dracula vol. 1 # 18, # 62-64.
De 1976 a 1991, se convirtió en un personaje secundario recurrente de Doctor Strange en el siguiente número Dr. Strange vol. 2 # 75-81, Strange Tales vol. 2 # 3, # 11, Dr. Strange vol. 3 # 2, # 6-9, # 26-28, # 30 y Ghost Rider vol. 3 # 11-12.
En 1998, el personaje estuvo presente en el cómic Spider-Man Unlimited vol. 1 # 20. Al año siguiente, la hechicera es un personaje secundario de la miniserie Dr. Strange: Flight of Bones. Cinco años después, en 2004, el escritor Brian Patrick Walsh eligió a tres brujas Jennifer Kale, Satana Hellstrom y Topaz como los tres personajes principales de la miniserie Brujas.

## Biografía del personaje ficticio
Los orígenes y el nombre real del personaje son desconocidos, incluso para ella misma. Cuando era una niña adolescente, Topaz fue encontrada por el hechicero Taboo, que vivía en un campo de prisioneros de la India en ese momento. También viviendo en el campo de prisioneros, los lugareños le temían a la niña y la llamaron bruja, ya que ella podía crear mágicamente flores, mover cosas con su mente y hacer que las cosas desaparecieran. Deseando usar sus habilidades para sus propios fines, Taboo la adoptó y la nombró Topaz. La usó como familiar y le enseñó varios hechizos mágicos. Años más tarde, Taboo obligó a Topaz a usar sus poderosos poderes empáticos para controlar al hombre lobo conocido como Jack Russell por un tiempo. Taboo estaba buscando el tomo mágico Darkhold, del cual creía que Jack estaba en posesión. Expulsada por Taboo después de negarse a matar a Russell, Topaz decidió ayudar a Jack a aprender a controlar sus poderes de hombre lobo, y también se convirtió en su amante. Ella ayudó a Russell muchas veces, incluso lo ayudó a aprender sobre su historia familiar e incluso lo ayudó a enfrentar a Drácula. Sin embargo, algún tiempo después, Topaz fue explotada por el Dr. Glitternight, quien le robó una parte de su alma. La abuela de Jack, Maria Russoff, también una vez usó el poder de Topaz para levantar un ejército de zombis como parte de un loco plan de venganza. Sin embargo, Topaz finalmente recuperó la cordura y María sacrificó su vida una vez que vio que sus acciones habían puesto a su nieto en peligro. Topaz luego usó sus poderes para salvar a la hermana de Jack, Lissa, de la maldición del hombre lobo (que pasó de generación en generación dentro de su familia). Después de descubrir lo que Glitternight le había hecho, Topaz luchó y derrotó al villano, recuperando su alma en el proceso.
Topaz también destruyó temporalmente al villano conocido como Mephisto, pero los secuaces del señor demonio lograron atraparla en otra dimensión con un hechizo que eliminaría otra parte de su alma y le robaría sus poderes empáticos si alguna vez dejara ese reino. Más tarde, se reveló que Mephisto estaba vivo, y después de que fue nuevamente destruido por Franklin Richards de los Cuatro Fantásticos, Topaz fue liberada de su encarcelamiento. Su alma fue finalmente restaurada por el Doctor Strange y el hechicero alienígena conocido como Urthona.
Cuando Topaz llegó a la edad de 21 años, sus poderes alcanzaron su máximo potencial, y los usó para curar las heridas del fiel sirviente del Doctor Strange, Wong. Ella dejó el lado de Strange cuando él se volvió brevemente hacia la magia negra, pero luego regresó para ayudarlo en su lucha contra Dormammu.
Más tarde, Topaz llevó la vida tranquila por un tiempo, dirigiendo un bar llamado The Voodoo Lounge. Sin embargo, una vez que Dormammu se enteró de su paradero, buscó venganza e hizo que uno de sus agentes esclavizara a la joven hechicera. Una vez más, el Doctor Extraño vino a su rescate. Topaz más tarde ayudó al Doctor Strange en otra batalla, uniendo fuerzas con Jennifer Kale y Satana contra la fuerza Hellphyr y luchando contra más zombis y demonios. Después de ganar esta batalla, Topaz decidió abandonar el lado de Strange una vez más, y fundó el grupo conocido como las Brujas para proteger al mundo de las amenazas místicas y evitar que los posibles ladrones robaran el Libro de las Sombras de la familia Kale.

## Poderes y habilidades
Topaz es una poderosa mística con excepcionales habilidades empáticas, telepáticas y telequinéticas / psicoquinéticas. Puede aumentar o disminuir las emociones, infundir energía vital y curar heridas. Ella puede servir como familiar para otros brujos, enfocándose y magnificando sus habilidades. Puede absorber el dolor, el sufrimiento, el odio y el miedo de otros humanos en sí misma.
Ella ha tomado dos formas separadas, una rubia europea y una morena india.

## Citas

### Cómics
1. ↑  Marv Wolfman (writer), Gene Colan (penciler), Tom Palmer (inker), "Enter: Werewolf by Night", Tomb of Dracula #18 (Marzo 1974)
2. ↑  Doug Moench (writer), Don Perlin (penciler), Sal Trapani (inker), "Castle Curse!", Giant-size Werewolf by Night #3 (Enero 1975)
3. ↑  Doug Moench (writer), Don Perlin (artist), Werewolf By Night vol.1 #28-30 (Abril–Junio 1975)
4. ↑  Doug Moench (writer), Don Perlin (artist), "The Amazing Doctor Glitternight", Werewolf by Night vol.1 #27 (Marzo 1975)
5. ↑  John Byrne (writer, penciler), Jerry Ordway (inker), "Back from Beyond", Fantastic Four #277 (Abril 1985)
6. ↑  Peter B. Gillis (writer), Chris Warner (penciler), Randy Emberlin (inker), "The Tongues of Men and Angels...!", Doctor Strange vol.2 #81 (Febrero 1987)
7. ↑  Dan Jolley (writer), Tony Harris (penciler), Ray Snyder (inker), "Mage In The Box", Doctor Strange vol.3 #2 (Marzo 1999)
8. ↑  Christopher Golden (writer), Joe Bennett (penciler), Joe Pimentel (inker), "A Long Way Till Dawn", Spider-Man Unlimited #20 (Mayo 1998)
9. ↑  Brian Patrick Walsh (writer), Mike Deodato Jr (artist), "The Gathering", Witches #1 (Agosto 2004)